# XXIVe dynastie égyptienne
vers 740 AEC – 712 AEC
Entités précédentes :
- XXIIe dynastie

Entités suivantes :
- XXVe dynastie, dite Koushite

La XXIVe dynastie pharaonique (740-712 AEC) est généralement classée comme la quatrième dynastie de la Troisième Période intermédiaire de l'Égypte antique. Cette dynastie, contrairement à ce qui a longtemps été cru, ne descend pas d'une lignée de chefs des tribus Mâchaouach et Libou, mais d'une famille de prêtres de Saïs d'origine inconnue.

## Histoire
La XXIVe dynastie est une courte et donc éphémère dynastie de pharaons qui ont leur capitale à Saïs, dans le delta occidental du Nil.

### Tefnakht
Tefnakht forme une alliance des roitelets dudit Delta, avec l'appui desquels il tente de conquérir la Moyenne-Égypte et en premier lieu Héracléopolis, alliée des Koushites ; sa campagne attire l'attention du roi de Koush, Piânkhy, qui note sa propre conquête, et la sujétion de Tefnakht de Saïs et de ses pairs, dans l'inscription bien connue de la stèle de la victoire. Tefnakht est toujours appelé le « Grand Chef de l'Ouest », sur la stèle de la victoire de Piânkhy, et sur deux stèles datant des années 36 et 38 du règne de Sheshonq V.

#### Le roiSode la Bible
Selon le second Livre des rois de la Bible hébraïque, c'est-à-dire de l'ancien testament chrétien pour l'essentiel, le roi d'Israël Osée aurait envoyé des messagers à So, vers 725 ou 724, pour tenter d'affranchir son propre pays du tribut payé à l'Assyrie, au mécontentement du nouveau roi assyrien Salmanazar V. Si la signification du nom So a posé un problème (certains y voyaient le nom d'un lieu et proposaient Saïs, et donc son dirigeant Tefnakht), il semble qu'il s'agisse d'un roi et plus particulièrement le roi Osorkon IV de Tanis-Bubastis.

#### La stèle de Shepsesrê Tefnakht
On ne sait pas s'il a jamais adopté un titre royal officiel. Cependant, Olivier Perdu soutient qu'un certain Shepsesrê Tefnakht de Saïs n'était pas, en fait, la célèbre Némésis de Piânkhy. Olivier Perdu a mis en avant une stèle de donation récemment découverte, provenant d'une collection privée ; le document est daté de l'an 2 de Nékao Ier de Saïs, et est semblable dans le style, l'épigraphie et le texte, à la stèle de donation de Shepsesrê. Cependant, les arguments d'Olivier Perdu ne sont pas acceptés par certains égyptologues, qui croient que la stèle de l'an 8 Shepsesrê Tefnakht, aujourd'hui à Athènes, était très probablement de Tefnakht (Ier). Le point de vue d'Olivier Perdu est soutenu par Kim Ryholt et Frédéric Payraudeau.
Le futur roi Tefnakht II, s'il a existé, aurait été le prédécesseur de Nékao Ier. Tefnakht II et Nékao Ier ont régné comme des rois saïtes locaux, de 680 à 672 AEC pour le premier et de 672 à 664 AEC pour le second (non mentionnés dans le tableau infra), soit en parallèle de la XXVe dynastie et des règnes de  Taharqa et de Tanoutamon. Ces deux rois saïtes sont les précurseurs de la future XXVIe dynastie (cf. les tableau et arbre généalogique(s) de celle-ci).

### Bakenranef
Le successeur de Tefnakht, Bakenranef, prend finalement le trône de Saïs et le nom royal de Ouahkarê. Si son règne commence vers 716 AEC, la date réelle de passation du pouvoir entre Tefnakht et Bakenranef est peut-être plus ancienne de quelques années (Tefnakht étant en tout cas encore le chef reconnu de Saïs par Piânkhy sur sa stèle des victoires de l'an 21, soit vers 723 AEC). Son autorité est reconnue dans une grande partie du Delta, y compris à Memphis, où plusieurs stèles de Sérapeum de l'an 5 et de l'an 6 de son règne ont été trouvées. Cette dynastie aurait soudainement pris fin lorsque le roi Koushite successeur de Piânkhy, traditionnellement vu comme étant Chabaka, mais il s'agissait peut-être de Chabataka, attaqua Memphis, captura Bakenranef, et le fit brûler vif. Bien que les traditions manéthonienne et classiques maintiennent que c'est l'invasion Koushite du règne de Bakenranef qui fait entrer l'Égypte entièrement sous la domination de la Koushite de la XXVe dynastie, le roi Koishite brûlant son opposant Saïte vivant, il n'y a aucune preuve directe que le roi Koushite ait lui-même tué, sinon destitué, Bakenranef, et bien que les chercheurs acceptaient précédemment la tradition, elle a été récemment traitée avec plus de scepticisme.

## Pharaons de laXXIVedynastie
|              |                        |      |                           |   |  |  |  |  |  |  |  |  |  |  |  |  |  |  |  |
| Chef de Saïs |                        |      |                           |   |  |  |  |  |  |  |  |  |  |  |  |  |  |  |  |
|              |                        |      |                           |   |  |  |  |  |  |  |  |  |  |  |  |  |  |  |  |
| Tefnakht     | Vers 740 AEC à 716 AEC | Saïs | Nécropole royale de Saïs? | ? |  |  |  |  |  |  |  |  |  |  |  |  |  |  |  |
|              |                        |      |                           |   |  |  |  |  |  |  |  |  |  |  |  |  |  |  |  |
| Roi de Saïs  |                        |      |                           |   |  |  |  |  |  |  |  |  |  |  |  |  |  |  |  |
|              |                        |      |                           |   |  |  |  |  |  |  |  |  |  |  |  |  |  |  |  |
| Bakenranef   | 716 à 712 AEC          | Saïs | Nécropole royale de Saïs? | ? |  |  |  |  |  |  |  |  |  |  |  |  |  |  |  |